# Kirche Berglangenbach
Die evangelische Kirche Berglangenbach in der Verbandsgemeinde Baumholder im rheinland-pfälzischem Landkreis Birkenfeld gilt als Kulturdenkmal und ist aufgrund der exponierten Lage im Ort weithin sichtbar.

## Lage
Die Kirche befindet sich im Ort Berglangenbach in der rheinland-pfälzischen Verbandsgemeinde Baumholder unweit der saarländischen Grenze. Das Gebäude liegt westlich des Ortskerns auf einer exponierten Stelle am Kirchenweg. Der Friedhof liegt wenige Meter westlich der Kirche; direkt nördlich befinden sich einzelne Wohnhäuser. Südlich und östlich ist die Kirche von Wiesen und Bäumen umgeben.

## Geschichte
Das Bauwerk wurde von dem Architekten August Senz, der ab 1904 Leiter des zuständigen provinzialkirchlichen Bauamtes war, entworfen. Die Grundsteinlegung erfolgte am 26. August 1906. Die Kirche wurde am 22. September 1907 eingeweiht.
Die Glocken wurden im Ersten und Zweiten Weltkrieg eingeschmolzen. Heute besitzt die Kirche wieder zwei Glocken. Die Bombenangriffe auf Berglangenbach führten am 19. Februar 1945 auch zu schweren Beschädigungen der Kirche. Die vollständige Instandsetzung erfolgte erst 1956.
Anfang der 1970er Jahre wurden die heutigen Fenster aus Bunt- und Weißglas eingebaut.
Die Berglangenbacher Kirche gehört gemeinsam mit der Kirche Eckersweiler und der Kirche Berschweiler zur Evangelischen Kirchengemeinde Berschweiler, die ein Teil des Kirchenkreises Obere Nahe ist.

## Architektur
Die Kirche Berglangenbach ist ein kleiner historisierender Effusivsteinbau. Die Außenwände aus Effusivstein sind teilweise weiß verputzt. Das Grundrissschema der Kirche bildet ein griechisches Kreuz. Damit hebt sich die Kirche von anderen Bauten in der Region ab, da diese Grundrissform vornehmlich bei großen Kirchen verwendet wurde. Der Kirchturm bildet die östliche Ecke des Gebäudes und enthält den zentralen Eingang zur Kirche, welcher über eine längere Steintreppe erreicht werden kann.
Die Kirche hat insgesamt 360 Sitzplätze.